# Wiktor Wladimirowitsch Jerofejew

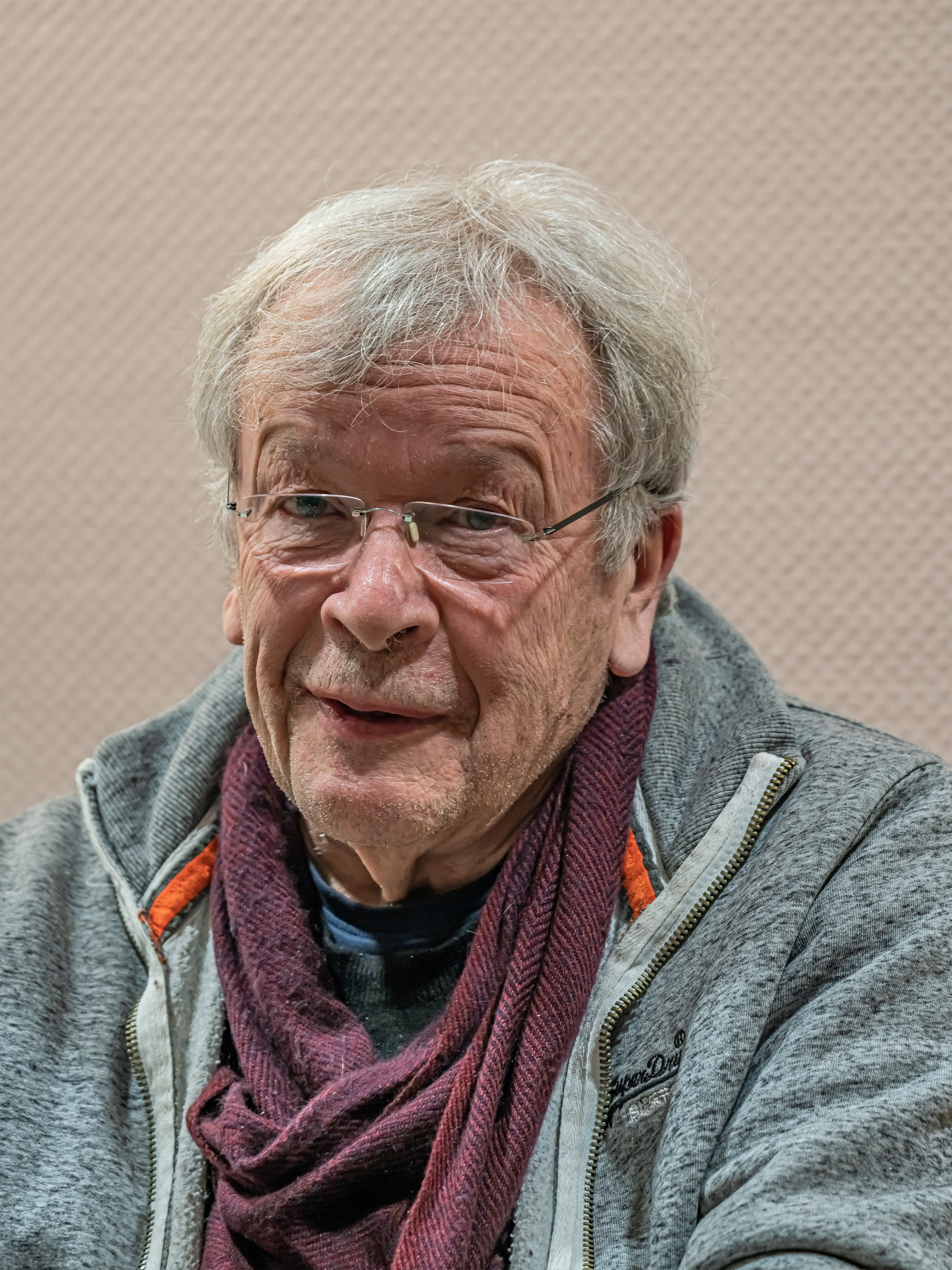
Wiktor Jerofejew (2023)

Wiktor Wladimirowitsch Jerofejew (russisch Виктор Владимирович Ерофеев, wissenschaftliche Transliteration Viktor Vladimirovič Erofeev; * 19. September 1947 in Moskau) ist ein russischer Schriftsteller.

## Leben
Jerofejews literaturbegeisterte Mutter Galina war Japanologin und Übersetzerin im sowjetischen diplomatischen Dienst. Sein Vater Wladimir Jerofejew (1920–2011 in Moskau) war Französisch-Dolmetscher und Übersetzer Stalins und ab 1955 sowjetischer Kulturattaché in Paris. Dort lebte die Familie bis 1959 und kehrte danach in die UdSSR zurück. 
Wiktor Jerofejew studierte Literatur und Sprachwissenschaft an der Moskauer Lomonossow-Universität. Nach Studienabschluss 1970 forschte er bis 1973 am Institut für Weltliteratur, wo er seine Dissertation über Fjodor Dostojewski und den französischen Existentialismus schrieb. Sein Bruder Andrej ist Kunsthistoriker; er war zwischen 2002 und 2010 Kurator an der Staatlichen Moskauer Tretjakow-Galerie.
Seit Mitte der siebziger Jahre war Wiktor Jerofejew literarisch tätig. 1979 wurde er wegen seiner Beteiligung am Literaturalmanach Metropol aus dem Schriftstellerverband der UdSSR ausgeschlossen, 1988 rehabilitiert. Der Ausschluss kam einem Berufsverbot gleich: Jerofejew schrieb in den folgenden Jahren für die Schublade. Im Jahr 1980 entstand der Roman Leben mit einem Idioten, der erst im Jahr 1991 veröffentlicht werden konnte und im Jahr 2021 in deutscher Übersetzung erschien. Weiteren Kreisen wurde er in der Zeit der Perestroika mit seinem Roman Die Moskauer Schönheit (Русская красавица, 1990) bekannt, der in 27 Sprachen übersetzt wurde.

Jerofejew äußerte sich in Interviews und öffentlichen Stellungnahmen wiederholt kritisch zur Politik der russischen Regierung und zu Präsident Wladimir Putin. Schon 2009 hatte er erklärt, dass beim Antritt Putins als Präsident ein „Staatsstreich“ stattgefunden habe: 

„Das genaue Datum zu nennen ist unmöglich, denn es gab ja keins. Es war einfach so, dass irgendwie Wind aufkam, der Himmel sich zuzog und Regen einsetzte. Da haben Sie den ganzen Staatsstreich. Eine Naturkatastrophe. Normal für das Klima in unseren Breiten. Es schüttet wie aus Eimern, aber Sie laufen immer noch ohne Schirm herum, weil man Ihnen sagt, dass die Sonne scheint.“

2014 hatte er erklärt, dass die Krim seit dem Amtsantritt Putins an einem seidenen Faden gehangen habe, der nur im richtigen Moment zu kappen war – dazu, dass man im 21. Jahrhundert so nicht vorgehen könne, meinte Jerofejew: „Wer sagt denn, dass Russland im 21. Jahrhundert steht?“ Putin habe vom Westen einen großen Vertrauensvorschuss bekommen, aber er halte nichts von westlichen Werten.
Den Euromaidan in der Ukraine bezeichnete er als „Erfolg, getragen von echten Revolutionären“, gleichzeitig charakterisierte er den Einfluss der russischen Außenpolitik auf die weitere Entwicklung des Landes mit den Worten:

„Das Interesse Putins wird sein, eine positive Entwicklung zu verhindern – er wird die Ukraine nicht in Ruhe lassen.“

 Den Krieg in der Ukraine nannte er einen Krieg zwischen zwei Zivilisationen – die russische autoritäre und die der humanistischen Werte.
Aufgrund des russischen Überfalls auf die Ukraine 2022 floh er (wahrscheinlich im April 2022) mit seiner Familie, seiner Ehefrau Katja und den Töchtern Maja und Marianna, aus Russland und fuhr dafür mit dem Auto von Moskau über Sankt Petersburg und Wyborg nach Finnland, von dort mit der Fähre nach Tallinn und schließlich wieder mit dem Auto über die anderen baltischen Staaten und Polen nach Deutschland; die Familie fand zunächst in Schloss Wiepersdorf Zuflucht. Betreffend einer Rückkehr in sein Land sagte er, er sei ja jahrelang als der größte Russophobe beschimpft worden, aber er wolle doch zurück, sobald das möglich sei, er wisse nur nicht, wie dieses Land dann heißen werde; zu Russland schrieb er im Oktober 2022:

„Russland existiert nicht. Es ist ein illegales Land mit Pseudowahlen, Pseudoparlamenten, Pseudogerichten, Pseudoverwaltung und so weiter. Ich sehe dieses Land nicht als lebenden Organismus. Einige sagen, dass Russland sehr krank ist. Nun, ja, es gibt da einen Widerstreit zwischen der Intensivstation und dem Leichenschauhaus.“

Der Roman Der Große Gopnik (2023) erzählt Wladimir Putins Aufstieg als Ganovengeschichte und vertritt die These, dass seine Persönlichkeit durch seine ärmliche Herkunft geprägt ist. Jerofejew kritisiert Putin und dessen Unterstützer darin für ihre repressiven Maßnahmen gegen kritische Autoren und zieht Parallelen zu Deutschland in den 1930er-Jahren. Obwohl vor dem Angriffskrieg gegen die Ukraine geschrieben, spiegelt das Buch den Konflikt zwischen Russland und der Ukraine wider.

## Werke (Auswahl)
- Жизнь с идиотом, 1980.
  - Leben mit einem Idioten. Erzählungen. S. Fischer, Frankfurt 1991, ISBN 3-10-037104-6.
  - Libretto für die Oper Leben mit einem Idioten von Alfred Schnittke nach Jerofejews gleichnamiger Erzählung. Das Werk in 2 Akten und 4 Szenen wurde 1992 in Amsterdam uraufgeführt.
- Русская красавица. Moskau 1990.
  - Die Moskauer Schönheit. Roman. S. Fischer, Frankfurt 1990, ISBN 3-10-037102-X; Fischer-Taschenbuch-Verlag, Frankfurt 1993, ISBN 3-596-11410-1; Berliner Taschenbuch-Verlag, Berlin 2006, ISBN 978-3-8333-0392-0.
- Im Labyrinth der verfluchten Fragen. Essays. S. Fischer, Frankfurt 1993, ISBN 3-10-037105-4.
- (Hrsg.): Русские цветы зла. 1997.
  - Tigerliebe. Russische Erzähler am Ende des 20. Jahrhunderts. Eine Anthologie. Berlin-Verlag, Berlin 1995, ISBN 3-8270-0110-2.
- Страшный суд. Moskau 1996.
  - Das Jüngste Gericht. Berlin-Verlag, Berlin 1997, ISBN 3-8270-0111-0.
- Мужчины. Moskau 1997
  - Männer. Ein Nachruf. Kiepenheuer und Witsch, Köln 2000, ISBN 3-462-02924-X.
- mit Gabriele Riedle: Fluß. Roman. Aufbau-Verlag, Berlin 1998, ISBN 3-351-02848-2  (russische Ausgabe: Пять рек жизни. Moskau 1998).
- Энциклопедия русской души. 1999.
  - Enzyklopädie der russischen Seele. Übers. Beate Rausch. Matthes & Seitz, Berlin 2021, ISBN 978-3-95757-952-2.
- (Hrsg.): Vorbereitung für die Orgie. Junge russische Literatur. Übers. Christiane Körner. Dumont, Köln 2000, ISBN 3-7701-5230-1.
- Хороший Сталин. Moskau 2004.
  - Der gute Stalin. Roman. Berlin-Verlag, Berlin 2004, ISBN 3-8270-0113-7; Berliner Taschenbuch-Verlag, Berlin 2006, ISBN 3-8333-0336-0; Matthes & Seitz, Überarbeitete Ausgabe, ungekürzte Ausgabe und revidierte Ausgabe, Berlin 2021, ISBN 978-3-7518-0105-8.
- Der Mond ist kein Kochtopf. Ein Russe auf Reisen. Marebuchverlag, Hamburg 2005, ISBN 3-936384-21-5; Berliner Taschenbuch-Verlag, Berlin 2007, ISBN 978-3-8333-0445-3.
- De profundis. Erzählungen. Berlin-Verlag, Berlin 2006, ISBN 978-3-8270-0637-0.
- Русский апокалипсис. 2006.
  - Russische Apokalypse. Berlin-Verlag, Berlin 2009, ISBN 978-3-8270-0711-7.
- mit Andreas Herzau: Moscow Moskau street. Braus, Berlin 2012, ISBN 978-3-86228-028-5.
- Акимуды. Ripol Klassiks, Moskau 2012.
  - Die Akimuden. Ein nichtmenschlicher Roman. Hanser, Berlin 2013, ISBN 978-3-446-24370-5.
- Der große Gopnik. Roman. Matthes & Seitz 2023, ISBN 978-3-7518-0935-1.[16]